# 1990 XF
1990 XF är en asteroid i huvudbältet som upptäcktes den 8 december 1990 av de japanska astronomerna Yoshio Kushida och Osamu Muramatsu vid Yatsugatake-Kobuchizawa-observatoriet.
Asteroiden har en diameter på ungefär 11 kilometer.